# Tomorrow’s World Tour (Live at the Roundhouse)
Tomorrow’s World Tour (Live at the Roundhouse) – koncertowy album brytyjskiej grupy Erasure wydany w roku 2011. Vince Clarke oraz Andy Bell są autorami wszystkich utworów. Koncert zarejestrowano 25 października 2011.

## Lista utworów
1. Sono Luminus
2. Always
3. When I Start To (Break It All Down)
4. Blue Savannah
5. Fill Us with Fire
6. Breath of Life
7. Drama!
8. Be with You
9. Ship of Fools
10. Chorus
11. Breathe
12. Victim of Love
13. Alien (Wersja akustyczna)
14. Love to Hate You
15. I Lose Myself
16. A Whole Lotta Love Run Riot
17. Chains Of Love
18. Sometimes
19. A Little Respect
20. Oh L’amour
21. Stop!